# Simon Levin
Simon Asher Levin (* 22. April 1941 in Baltimore, Maryland) ist ein US-amerikanischer Ökologe und mathematischer Biologe. Er ist Professor an der Princeton University.

## Leben
Levin studierte Mathematik an der Johns Hopkins University mit dem Bachelor-Abschluss 1961 und wurde 1964 an der University of Maryland, College Park bei Monroe Martin in Mathematik promoviert (Uniqueness and Non-Linearity). 1965 wurde er Assistant Professor, 1971 Associate Professor und 1977 Professor für Biologie (Charles A. Alexander Professor) an der Cornell University. 1980 bis 1987 war er dort Direktor des Ecosystem Research Center und 1987 bis 1990 des Center for Environmental Research. Seit 1992 ist er George M. Moffet Professor für Biologie an der Princeton University. 1993 bis 1998 war er Direktor des Princeton Environmental Institute und seit 2001 ist er dort Direktor des Center for Biocomplexity.
Er ist im Rat des Santa Fe Institute und war Vize-Vorstand des Committee of Concerned Scientists. Er war Präsident der Ecological Society of America und der Society for Mathematical Biology.
Er ist Mitglied der National Academy of Sciences, der American Academy of Arts and Sciences, der American Philosophical Society und der American Association for the Advancement of Science. 2022 wurde er zum auswärtigen Mitglied der Academia Europaea gewählt.

## Wirken
Levin interpretiert die Biosphäre als komplexes adaptives System, das heißt der Herausbildung makroskopischer Muster und Prozesse in der Biosphäre und in Ökosystemen aufgrund mikroskopischer ökologischer und evolutionärer Prozesse auf Organismenebene. Er untersucht auch Parallelen zu sozialen Phänomenen und Finanzmärkten und Anwendungen auf die Epidemiologie. Dabei verbindet er empirische Studien und mathematische Modellierung.

## Auszeichnungen
Im Jahr 1988 erhielt er den Robert H. MacArthur Award der Ecological Society of America, 2001 den Okubo Lifetime Achievement Award, 2004 den A.H.-Heineken-Preis für Umweltwissenschaften der Königlich Niederländischen Akademie der Wissenschaften, 2005 den Kyoto-Preis und 2014 den Tyler Prize for Environmental Achievement. Anfang 2016 wird er mit der National Medal of Science ausgezeichnet. Für 2021 wurde ihm der BBVA Foundation Frontiers of Knowledge Award in der Kategorie „Ökologie“ zugesprochen.

## Schriften
- mit R. T. Payne Disturbance, patch formation, and community structure, Proceedings of the National Academy of Sciences, U.S.A. 71, 1974, 2744–2747
- The problem of pattern and scale in ecology, Ecology, Band 73, 1992, S. 1943–1967
- mit B. T. Grenfell, A. Hastings, A. S. Perelson Mathematical and computational challenges in population biology and ecosystem science, Science, Band 275, 1997, S. 334–343
- Fragile Dominion: Complexity and the Commons, Perseus Books Group, Reading, Massachusetts, 1999
- mit D. L. Smith, R. Laxminarayan Strategic interactions in multi-institutional epidemics of antibiotic resistance, Proceedings of the National Academy of Sciences, U.S.A. 102, 2005, 3153–3158